# 日瓦爾省
日瓦爾省（Ревельская губерния）是俄羅斯帝國的一個省，成立於1719年6月3日。俄國在大北方戰爭中從瑞典佔領該地，1721年兩國簽訂尼斯塔德條約正式讓予俄國。1796年改名為愛斯特蘭省（Эстляндская губерния）。1917年俄國二月革命後，俄國臨時政府將其範圍擴大到北利沃尼亞，成立愛沙尼亞自治省。

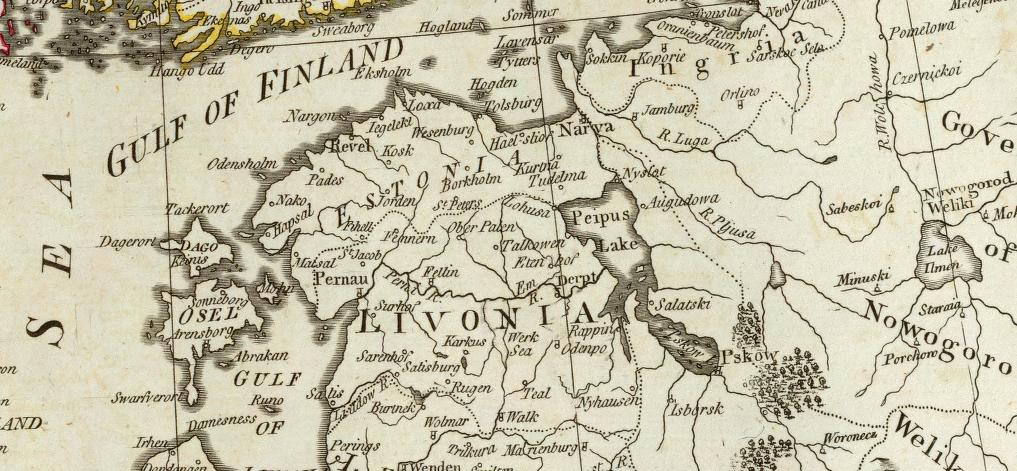
1790年代地圖之一隅，顯示了當時愛沙尼亞之邊界